# جب الطويل
جب الطويل قرية سوريّة تتبع إداريّاً لمحافظة حلب منطقة منبج ناحية أبو قلقل، بلغ تعداد سكانها 814 نسمة حسب التعداد السكاني لعام 2004.